# NASM
Netwide Assembler (NASM) — асемблер і дизасемблер для архітектури x86. Може використовуватися для написання 16-,32- і 64-бітних програм. NASM вважається одним із найпопулярніших асемблерів для Linux.
NASM може працювати на платформах, відмінних від x86, таких як SPARC і PowerPC, проте код він генерує лише для x86 і x86-64.
NASM може компілювати у декілька бінарних форматів, зокрема COFF, Portable Executable, a.out, ELF і Mach-O. NASM також має свій власний бінарний формат під назвою RDOFF.
Така велика кількість підтримуваних бінарних форматів дозволяє кросс-компіляцію для абсолютної більшості систем на платформі x86. Крім того, NASM може створювати плоскі бінарні файли, що дозволяє написання завантажувальника ОС, образи ROM і фактично будь-яку частину операційної системи.
NASM успішно конкурує зі стандартним в Linux і багатьох інших UNIX-системах асемблером gas. Вважається, що якість документації у NASM вище, ніж у gas. Крім того, асемблер gas використовує синтаксис AT&T, в той час як NASM використовує варіант традиційного для x86-асемблера синтаксису Intel; Intel-синтаксис використовується всіма асемблерами для Windows, наприклад MASM, TASM, FASM.

## Історія
NASM був створений Саймоном Тетгемом спільно з Джуліаном Голом і в наш час[коли?] розвивається невеликою командою розробників на SourceForge.net. Спочатку він був випущений за умовами власної ліцензії, але пізніше вона була замінена на GNU LGPL. Починаючи з версії 2.07 ліцензія замінена на «спрощену BSD» (BSD з 2 пунктів).

## Приклади для різних операційних систем
Програма Hello World для операційної системи DOS.
```
section
 
.text

org
 
0x100

	
mov
	
ah
,
 
0x9

	
mov
	
dx
,
 
hello

	
int
	
0x21

	
mov
	
ax
,
 
0x4c00

	
int
	
0x21

section
 
.data

hello:
	
db
 
'
Hello
,
 
world
!
'
,
 
13
,
 
10
,
 
'
$
'

```

Подібна програма для Microsoft Windows.
```
global
 
_start

extern
 
_MessageBoxA@16

extern
 
_ExitProcess@4

section
 
code
 
use32
 
class
=
code

_start:

	
push
	
dword
 
0
 
; UINT uType = MB_OK

	
push
	
dword
 
title
 
; LPCSTR lpCaption

	
push
	
dword
 
banner
 
; LPCSTR lpText

	
push
	
dword
 
0
 
; HWND hWnd = NULL

	
call
	
_MessageBoxA@16

 

	
push
	
dword
 
0
 
; UINT uExitCode

	
call
	
_ExitProcess@4

 

section
 
data
 
use32
 
class
=
data

	
banner:
	
db
 
'
Hello
,
 
world
!
'
,
 
0

	
title:
	
db
 
'
Hello
'
,
 
0

```

Аналог для Linux.
```
section
 
.data

msg:
	
db
	
"
Hello
,
 
world
!
"
,
 
10

.len:
	
equ
	
$
 
-
 
msg

section
 
.text

global
 
_start

_start:

	
mov
	
eax
,
 
4
 
; write

	
mov
	
ebx
,
 
1
 
; stdout

	
mov
	
ecx
,
 
msg

	
mov
	
edx
,
 
msg.len

	
int
	
0x80

	
mov
	
eax
,
 
1
 
; exit

	
mov
	
ebx
,
 
0
 

	
int
	
0x80

```